# 3. ŽNL Osječko-baranjska NS Beli Manastir 2015./16.
Prvenstvo se igralo dvokružno. Ligu je osvojio NK Vardarac, te se time plasirao u 2. ŽNL Osječko-baranjsku NS Beli Manastir.

## Tablica
| Mj. | Klub                    | Sus. | Pobj. | Ner. | Por. | GR.    | Bod.       |
| --- | ----------------------- | ---- | ----- | ---- | ---- | ------ | ---------- |
| 1.  | NK Vardarac             | 22   | 19    | 2    | 1    | 114:15 | 59         |
| 2.  | NK Napredak Batina      | 22   | 16    | 0    | 6    | 74:33  | 48         |
| 3.  | NK Jovan Lazić Bolman   | 22   | 15    | 1    | 6    | 66:38  | 46         |
| 4.  | NK Radnički Mirkovac    | 22   | 14    | 2    | 6    | 82:33  | 44         |
| 5.  | NK Croatia Branjin Vrh  | 22   | 13    | 2    | 7    | 65:47  | 41         |
| 6.  | NK Šparta Beli Manastir | 22   | 12    | 1    | 9    | 40:33  | 37         |
| 7.  | NK Radnik Novi Bezdan   | 22   | 10    | 2    | 10   | 52:44  | 32         |
| 8.  | NK Sloga Gajić          | 22   | 8     | 4    | 10   | 47:47  | 28         |
| 9.  | NK Davor Branjina       | 22   | 6     | 3    | 13   | 36:55  | 21         |
| 10. | NK Graničar Torjanci    | 22   | 4     | 1    | 17   | 23:64  | 13         |
| 11. | NK Zmaj Zmajevac        | 22   | 3     | 3    | 16   | 26:86  | 11 (-1) ↓1 |
| 12. | NK Šampion Šumarina     | 22   | 1     | 1    | 20   | 6:136  | 3 (-1) ↓2  |

## Rezultati
| NK Radnik Novi Bezdan - NK Zmaj Zmajevac 1:2 NK Davor Branjina - NK Sloga Gajić 1:4 NK Jovan Lazić Bolman - NK Graničar Torjanci 7:0 NK Croatia Branjin Vrh - NK Radnički Mirkovac 4:1 NK Vardarac - NK Šampion Šumarina 11:0 NK Šparta Beli Manastir - NK Napredak Batina 0:1 | NK Šparta Beli Manastir - NK Vardarac 0:4 NK Šampion Šumarina - NK Croatia Branjin Vrh 0:8 NK Radnički Mirkovac - NK Jovan Lazić Bolman 1:3 NK Graničar Torjanci - NK Davor Branjina 0:1 NK Sloga Gajić - NK Radnik Novi Bezdan 3:3 NK Napredak Batina - NK Zmaj Zmajevac 4:1  | NK Croatia Branjin Vrh - NK Šparta Beli Manastir 1:0 NK Jovan Lazić Bolman - NK Šampion Šumarina 3:0 NK Davor Branjina - NK Radnički Mirkovac 2:2 NK Radnik Novi Bezdan - NK Graničar Torjanci 7:2 NK Zmaj Zmajevac - NK Sloga Gajić 1:4 NK Vardarac - NK Napredak Batina 5:0    |
| NK Šparta Beli Manastir - NK Jovan Lazić Bolman 1:2 NK Vardarac - NK Croatia Branjin Vrh 9:1 NK Šampion Šumarina - NK Davor Branjina 0:5 NK Radnički Mirkovac - NK Radnik Novi Bezdan 3:1 NK Graničar Torjanci - NK Zmaj Zmajevac 2:1 NK Napredak Batina - NK Sloga Gajić 2:3  | NK Davor Branjina - NK Šparta Beli Manastir 2:1 NK Jovan Lazić Bolman - NK Vardarac 0:6 NK Radnik Novi Bezdan - NK Šampion Šumarina 5:0 NK Zmaj Zmajevac - NK Radnički Mirkovac 0:3 NK Sloga Gajić - NK Graničar Torjanci 0:2 NK Croatia Branjin Vrh - NK Napredak Batina 0:1  | NK Šparta Beli Manastir - NK Radnik Novi Bezdan 3:0 NK Vardarac - NK Davor Branjina 4:0 NK Croatia Branjin Vrh - NK Jovan Lazić Bolman 2:3 NK Šampion Šumarina - NK Zmaj Zmajevac 1:0 NK Radnički Mirkovac - NK Sloga Gajić 4:2 NK Napredak Batina - NK Graničar Torjanci 2:1    |
| NK Zmaj Zmajevac - NK Šparta Beli Manastir 0:0 NK Radnik Novi Bezdan - NK Vardarac 0:5 NK Davor Branjina - NK Croatia Branjin Vrh 0:2 NK Sloga Gajić - NK Šampion Šumarina 8:0 NK Graničar Torjanci - NK Radnički Mirkovac 0:3 NK Jovan Lazić Bolman - NK Napredak Batina 3:2  | NK Šparta Beli Manastir - NK Sloga Gajić 1:0 NK Vardarac - NK Zmaj Zmajevac 6:0 NK Croatia Branjin Vrh - NK Radnik Novi Bezdan 2:2 NK Jovan Lazić Bolman - NK Davor Branjina 2:1 NK Šampion Šumarina - NK Graničar Torjanci 1:1 NK Napredak Batina - NK Radnički Mirkovac 2:3  | NK Graničar Torjanci - NK Šparta Beli Manastir 0:3 NK Sloga Gajić - NK Vardarac 1:5 NK Zmaj Zmajevac - NK Croatia Branjin Vrh 1:5 NK Radnik Novi Bezdan - NK Jovan Lazić Bolman 2:1 NK Šampion Šumarina - NK Radnički Mirkovac 0:8 NK Davor Branjina - NK Napredak Batina 1:2    |
| NK Šparta Beli Manastir - NK Radnički Mirkovac 3:2 NK Vardarac - NK Graničar Torjanci 7:0 NK Croatia Branjin Vrh - NK Sloga Gajić 2:2 NK Jovan Lazić Bolman - NK Zmaj Zmajevac 5:2 NK Davor Branjina - NK Radnik Novi Bezdan 0:3 NK Napredak Batina - NK Šampion Šumarina 2:0  | NK Šampion Šumarina - NK Šparta Beli Manastir 0:6 NK Radnički Mirkovac - NK Vardarac 1:3 NK Graničar Torjanci - NK Croatia Branjin Vrh 1:4 NK Sloga Gajić - NK Jovan Lazić Bolman 2:0 NK Zmaj Zmajevac - NK Davor Branjina 1:1 NK Radnik Novi Bezdan - NK Napredak Batina 2:0  | NK Zmaj Zmajevac - NK Radnik Novi Bezdan 0:7 NK Sloga Gajić - NK Davor Branjina 2:2 NK Graničar Torjanci - NK Jovan Lazić Bolman 0:4 NK Radnički Mirkovac - NK Croatia Branjin Vrh 6:0 NK Šampion Šumarina - NK Vardarac 0:15 NK Napredak Batina - NK Šparta Beli Manastir 5:0   |
| NK Vardarac - NK Šparta Beli Manastir 7:1 NK Croatia Branjin Vrh - NK Šampion Šumarina 8:0 NK Jovan Lazić Bolman - NK Radnički Mirkovac 2:1 NK Davor Branjina - NK Graničar Torjanci 4:0 NK Radnik Novi Bezdan - NK Sloga Gajić 2:1 NK Zmaj Zmajevac - NK Napredak Batina 0:11 | NK Šparta Beli Manastir - NK Croatia Branjin Vrh 0:1 NK Šampion Šumarina - NK Jovan Lazić Bolman 0:9 NK Radnički Mirkovac - NK Davor Branjina 5:1 NK Graničar Torjanci - NK Radnik Novi Bezdan 4:0 NK Sloga Gajić - NK Zmaj Zmajevac 4:2 NK Napredak Batina - NK Vardarac 2:0  | NK Jovan Lazić Bolman - NK Šparta Beli Manastir 3:1 NK Croatia Branjin Vrh - NK Vardarac 1:4 NK Davor Branjina - NK Šampion Šumarina 5:0 NK Radnik Novi Bezdan - NK Radnički Mirkovac 0:1 NK Zmaj Zmajevac - NK Graničar Torjanci 5:0 NK Sloga Gajić - NK Napredak Batina 1:4    |
| NK Šparta Beli Manastir - NK Davor Branjina 2:0 NK Vardarac - NK Jovan Lazić Bolman 7:2 NK Šampion Šumarina - NK Radnik Novi Bezdan 2:8 NK Radnički Mirkovac - NK Zmaj Zmajevac 7:0 NK Graničar Torjanci - NK Sloga Gajić 0:1 NK Napredak Batina - NK Croatia Branjin Vrh 9:2  | NK Radnik Novi Bezdan - NK Šparta Beli Manastir 1:3 NK Davor Branjina - NK Vardarac 0:3 NK Jovan Lazić Bolman - NK Croatia Branjin Vrh 5:1 NK Zmaj Zmajevac - NK Šampion Šumarina 3:1 NK Sloga Gajić - NK Radnički Mirkovac 2:4 NK Graničar Torjanci - NK Napredak Batina 2:4  | NK Šparta Beli Manastir - NK Zmaj Zmajevac 3:0 ↓3 NK Vardarac - NK Radnik Novi Bezdan 3:1 NK Croatia Branjin Vrh - NK Davor Branjina 2:0 NK Šampion Šumarina - NK Sloga Gajić 0:4 NK Radnički Mirkovac - NK Graničar Torjanci 2:0 NK Napredak Batina - NK Jovan Lazić Bolman 4:1 |
| NK Sloga Gajić - NK Šparta Beli Manastir 1:4 NK Zmaj Zmajevac - NK Vardarac 2:2 NK Radnik Novi Bezdan - NK Croatia Branjin Vrh 1:2 NK Davor Branjina - NK Jovan Lazić Bolman 2:6 NK Graničar Torjanci - NK Šampion Šumarina 7:0 NK Radnički Mirkovac - NK Napredak Batina 6:1  | NK Šparta Beli Manastir - NK Graničar Torjanci 2:1 NK Vardarac - NK Sloga Gajić 3:0 NK Croatia Branjin Vrh - NK Zmaj Zmajevac 9:1 NK Jovan Lazić Bolman - NK Radnik Novi Bezdan 1:2 NK Radnički Mirkovac - NK Šampion Šumarina 14:1 NK Napredak Batina - NK Davor Branjina 8:0 | NK Radnički Mirkovac - NK Šparta Beli Manastir 2:3 NK Graničar Torjanci - NK Vardarac 0:2 NK Sloga Gajić - NK Croatia Branjin Vrh 1:4 NK Zmaj Zmajevac - NK Jovan Lazić Bolman 0:3 NK Radnik Novi Bezdan - NK Davor Branjina 2:1 NK Šampion Šumarina - NK Napredak Batina 0:3    |
| NK Šparta Beli Manastir - NK Šampion Šumarina 3:0 NK Vardarac - NK Radnički Mirkovac 3:3 NK Croatia Branjin Vrh - NK Graničar Torjanci 4:0 NK Jovan Lazić Bolman - NK Sloga Gajić 1:1 NK Davor Branjina - NK Zmaj Zmajevac 7:4 NK Napredak Batina - NK Radnik Novi Bezdan 5:2  | | |